# Hrabstwo administracyjne
Hrabstwo administracyjne (administrative county) – drugi, po regionach, szczebel podziału administracyjnego Anglii. Przymiotnik "administracyjne" dodawany jest dla odróżnienia od hrabstwa ceremonialnego. Często pod tą samą nazwą i na podobnym obszarze występuje hrabstwo administracyjne oraz większe od niego, bo obejmujące także okoliczne jednolite jednostki administracyjne, hrabstwo ceremonialne. 
Na gruncie brytyjskiej nauki prawa uważa się to pojęcie za kolokwialne i nie do końca poprawne. Tym niemniej pozwala ono na łączne określenie obu rodzajów takich hrabstw, to jest hrabstwa metropolitalnego i niemetropolitalnego.